# Dicranomyia fumosa
Dicranomyia fumosa är en tvåvingeart som först beskrevs av Alexander 1912.  Dicranomyia fumosa ingår i släktet Dicranomyia och familjen småharkrankar. Inga underarter finns listade i Catalogue of Life.